# Dichorisandra glaziovii
Dichorisandra glaziovii là một loài thực vật có hoa trong họ Commelinaceae. Loài này được Taub. mô tả khoa học đầu tiên năm 1890.